# Couvent des Augustines d'Orbec
Le couvent des Augustines d'Orbec est un ancien couvent situé à Orbec dans le département français du Calvados.

## Localisation
L'édifice est situé à Orbec, aux numéros 2-4 place Joffre.

## Histoire
Le bâtiment date de la première moitié du XVIIe et du XIXe siècle.
Le prieuré de chanoinesses de Saint-Augustin est créé dans un jeu de paume à la fin du premier tiers du XVIIe siècle.
L'ancien couvent des Augustines est inscrit comme Monument historique depuis le 29 décembre 1978.
Supprimé lors de la Révolution française, l'édifice est agrandi au siècle suivant.
L'édifice sert ensuite d'école, de lieu d'entreposage, de cinéma. Il sert de centre culturel depuis 1983.

## Description
L'édifice est bâti en grès et pierre calcaire : il comporte lors de sa fondation une chapelle, un réfectoire, un cloître, des dortoirs et des cellules, outre un logis.